# نترات السيزيوم
نترات السيزيوم هو مركب كيميائي له الصيغة CsNO3 ويكون على شكل صلب بلوري أبيض اللون.

## التحضير
يمكن أن يحضر نترات السيزيوم من تفاعل كربونات السيزيوم مع حمض النتريك.
{\displaystyle \mathrm {Cs_{2}CO_{3}+2\ HNO_{3}\longrightarrow 2\ CsNO_{3}+2\ CO_{2}\uparrow +\ H_{2}O} }

## الخواص
يكون نترات السيزيوم على شكل بلورات بيضاء اللون، وهي جيدة الانحلالية في الماء، كما يمكن أن تنحل بشكل ضعيف في الإيثانول والأسيتون. لبلورات نترات السيزيوم بنية بلورية مكعّبة أو سداسية.
يتفكك مركب نترات السيزيوم لدى تسخينه حيث يطلق غاز الأكسجين ويتشكل نتريت السيزيوم.
{\displaystyle \mathrm {2\ CsNO_{3}\rightarrow 2\ CsNO_{2}+O_{2}} }
يشكّل السيزيوم أيضاً بالإضافة إلى نترات السيزيوم بعض النترات الحمضية لها الصيغة CsNO3·HNO3 و CsNO3·2HNO3، والتي لها نقطة انصهار 100 °س و 36–38 °س على الترتيب.

## الاستخدامات
يستخدم مركب نترات السيزيوم كملوّن وكمؤكسد بشكل واسع في التقانة والألعاب النارية؛ وذلك في عدة تطبيقات مثل المشاعل الحرارية والمواد المتوهجة.
تستخدم بلورات نترات السيزيوم في مطيافية الأشعة تحت الحمراء وفي تركيب العداد الوميضي؛ كما أن له تطبيقات في مجال البصريات.